# Meromyza mosquensis
Meromyza mosquensis är en tvåvingeart som beskrevs av Lidia Ivanovna Fedoseeva 1960. Meromyza mosquensis ingår i släktet Meromyza och familjen fritflugor. Arten är reproducerande i Sverige. Inga underarter finns listade i Catalogue of Life.